# Namiddagsche Driessen

De ligging van Namiddagsche Driessen.

Namidagsche Driessen is een wijk in de voormalige Nederlandse gemeente Ubach over Worms gelegen tussen de wijken Waubach en Abdissenbosch. Tegenwoordig maakt het deel uit van de gemeente Landgraaf.
Deze wijk is ontstaan sinds 1981 door een project van 58 woningen gelegen aan de Namiddagse Driessen, Eikehof, Spaarweiden en Troereberg.
De eerste bewoners hebben hun intrek genomen in juli 1981 vlak voor de bouwvakvakantie. Dit was aan de Spaarweiden en de Eikehof.
Dorpen: Nieuwenhagen · Rimburg · Schaesberg · Waubach

Gehucht: Oude Hopel

Woonwijken: Abdissenbosch · Eikske · Groenstraat · Heiveld · Hoefveld · Kakert · Lauradorp · Leenhof · Namiddagsche Driessen · Nieuwenhagerheide · Oude Heide · Parkheide

Limburg: Steden en dorpen      Nederland: Provincies · Gemeenten